# Break It Off
«Break It Off» (en español «Rompimos») es una canción de la cantante barbadense Rihanna de su segundo álbum de estudio, A Girl Like Me (2006). Fue escrita por Sean Paul, Bennett Donovan, Ford K. y Rihanna, mientras que la producción estuvo a cargo de Don Corleon. La canción fue lanzada el 6 de agosto de 2006, como cuarto y último sencillo del álbum.
«Break It Off» es una canción pop-dancehall, que se superpone a un ritmo electro-reggae. La recepción de la crítica sobre la canción fue positiva, las críticas alababan la colaboración entre Rihanna y Paul y lo calificaron como un retorno a sus antiguas raíces. 
«Break It Off» apareció en listas de Estados Unidos y Bélgica. Alcanzó el puesto número nueve en el Billboard Hot 100 y el número seis en la lista Pop Songs. En la región de Flamenca de Bélgica, alcanzó el puesto número diez. 
Rihanna interpretó la canción en Radio 1's Big Weekend en 2007, también fue interpretada en su gira Good Girl Gone Bad Tour (2007-09), posteriormente fue incluida en el lanzamiento en DVD de la gira, Good Girl Gone Bad Live.

## Antecedentes y lanzamiento

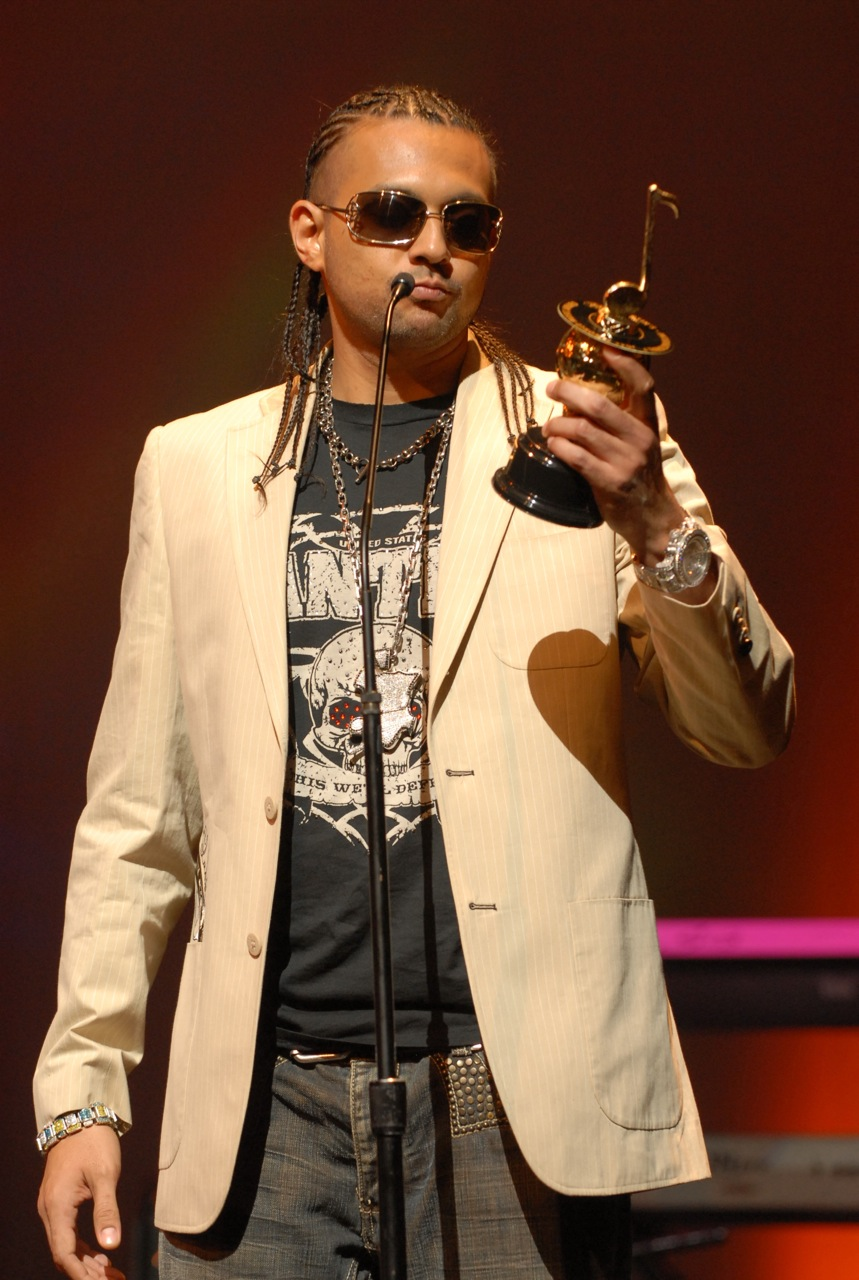
La canción cuenta con la colaboración de Sean Paul.

«Break It Off» fue grabada en los Estudios 2 Hard en Kingston, Jamaica. Fue escrita por Donovan Bennett, Sean Paul Henriques (más conocido como Sean Paul), K. Ford y Rihanna, que se acredita como Robyn Fenty. La producción de la canción estuvo a cargo de Don Corleon. La ingeniería de sonido fue hecha por Jeremy Harding y Bennett, Bennett también la mezcló. Toda la instrumentación fue proporcionada por Bennett. Paul explicó cómo él y Rihanna se reunieron en una entrevista con Rap-Up en 2011. Durante su visita a Jamaica, Rihanna fue llevada en un recorrido alrededor de la isla por Paul. Él continuó explicando que pasaron unos días juntos y que la llevó al Museo de Bob Marley, era algo que Rihanna «siempre quiso hacer».
Los Recuerdos sobre su paseo fueron parte de la inspiración para «Break It Off», Paul declaró que el trabajo con la cantante y la creación de la canción era «su colaboración más memorable». «Break It Off» fue lanzada como cuarto y último sencillo del segundo álbum de estudio de Rihanna, A Girl Like Me (2006). Fue lanzado en formato airplay en estaciones de radio de Estados Unidos el 13 de noviembre de 2006 por Def Jam Recordings. También fue disponible en descarga digital a través de ITunes Store en varios países alrededor del mundo el 27 de febrero de 2007, incluyendo Australia, Austria, Bélgica y España.

## Estructura musical
«Break It Off» es una canción pop-dancehall futurista, que se encuentra en un ritmo electro-reggae. Recibió una comparación de «Pon de Replay» de Rihanna por Ruth Jamieson de The Guardian. De acuerdo con Charnas Dan de The Washington Post, «Break It Off» muestra las raíces caribeñas de Rihanna. «Break It Off» está escrita en la tonalidad de Re mayor y se encuentra en compás con un ritmo de baile moderado de 130 Pulsaciones por minuto. El rango vocal de Rihanna en la canción se extiende por una octava de la nota La mayor hasta La menor. Como parte del acompañamiento musical, se encuentra el piano y las cuerdas.

## Recepción

### Comentarios de la crítica
«Break It Off» obtuvo una respuesta positiva por parte de los críticos de música. David Jeffries de AllMusic dio una revisión favorable de «Break It Off», escribió que es "totalmente bueno" y que ofrece una buena competencia para Paul. Kelefa Sanneh de The New York Times elogió la canción, y la describió como «el regrero triunfal de Rihanna con su vieja fórmula». Quentin B. Huff de PopMatters alabó a Sean Paul por su contribución a la canción e hizo una apología del coro de Rihanna, escribiendo que «el coro es tan contagioso que su voz hace acuerde en definitiva. Esa es otra canción ganadora con sabor a dancehall». Bill Lamb de About.com llamó a «Break It Off», junto con «Kisses Don't Lie», como los «candidatos a reinar el pop en airplay».

### Desempeño comercial
En Estados Unidos, «Break It Off» debutó en el número cuarenta en la lista Pop Songs de Billboard el 18 de noviembre de 2006. A la semana siguiente, se subió al número treinta y cinco, y en su tercera semana en la lista llegó al puesto treinta y dos. «Break It Off» entró en el top 30 en el número 28 en su cuarta semana, y en su quinta semana el número 25. El 23 de diciembre de 2006, la canción subió de nuevo al número 21, y alcanzó su mejor posición de 2006 el puesto dieciséis el 30 de diciembre de 2006. En el 2007, «Break It Off» llegó al número catorce. luego entró en el top 10 el 3 de febrero de 2007, y ascendió al número siete en la semana siguiente. «Break It Off» alcanzó el puesto número seis el 24 de febrero de 2007. La canción se mantuvo 22 semanas en la lista Pop Songs. El 9 de diciembre de 2006, «Break It Off» debutó en el Billboard Hot 100 en el número 95. La canción fue número cincuenta y dos el 3 de marzo de 2007, y subió 42 puestos en la lista al número diez la semana siguiente. En su decimocuarta semana en la lista, la canción alcanzó el número nueve, su mejor posición hasta el momento.

## Formatos y lista de canciones
| Mundo — Descarga digital |                                |                                                        |          |  |
| N.º                      | Título                         | Escritor(es)                                           | Duración |  |
| 1.                       | «Break It Off» (con Sean Paul) | Sean Paul Henriques, Donovan Bennett, K. Ford, Rihanna | 3:33     |  |

| Francia — «SOS» Sencillo en CD |                                |                                                        |          |  |
| N.º                            | Título                         | Escritor(es)                                           | Duración |  |
| 1.                             | «SOS» (versión editada)        | E. Cobb, E. Kidd Bogart, J.R. Rotem                    | 3:59     |  |
| 2.                             | «SOS» (versión instrumental)   | E. Cobb, E. Kidd Bogart, J.R. Rotem                    | 3:58     |  |
| 3.                             | «Break It Off» (con Sean Paul) | Sean Paul Henriques, Donovan Bennett, K. Ford, Rihanna | 3:33     |  |

## Listas
| 2007           |                         |    |        |
| Bélgica        | Ultratip Bubbling Under | 10 | [ 32 ] |
| Canadá         | Canadian Hot 100        | 36 | [ 33 ] |
| Estados Unidos | Billboard Hot 100       | 9  | [ 30 ] |
| Estados Unidos | Pop Songs               | 6  | [ 26 ] |
| Estados Unidos | Radio Songs             | 11 | [ 34 ] |
| Estados Unidos | Digital Songs           | 8  | [ 35 ] |

### Certificaciones
| País           | Organismo certificador | Certificación | Ventas certificadas | Ref.   |
| -------------- | ---------------------- | ------------- | ------------------- | ------ |
| Estados Unidos | RIAA                   | Oro           | 500 000             | [ 36 ] |

## Historial de lanzamiento
| País           | Fecha                   | Formato          | Ref   |
| -------------- | ----------------------- | ---------------- | ----- |
| Estados Unidos | 13 de noviembre de 2006 | Airplay          | [ 5 ] |
| Australia      | 17 de febrero de 2007   | Descarga digital | [ 6 ] |
| Austria        | 17 de febrero de 2007   | Descarga digital | [ 7 ] |
| Bélgica        | 17 de febrero de 2007   | Descarga digital | [ 8 ] |
| España         | 17 de febrero de 2007   | Descarga digital | [ 9 ] |

## Créditos y personal
- Compositores – Donovan Bennett, Sean Paul Henriques, K. Ford, Robyn Fenty
- Producción – Don Corleon
- Ingenieros – Jeremy Harding and Donovan Bennett
- Mezcla – Donovan Bennett
- Instrumentación – Donovan Bennett

Créditos tomados a partir de las notas de álbum de A Girl Like Me (2006).